# (3399) Kobzon
(3399) Kobzon – planetoida z pasa głównego asteroid okrążająca Słońce w ciągu 5 lat i 169 dni w średniej odległości 3,1 j.a. Została odkryta 22 września 1979 roku w Krymskim Obserwatorium Astrofizycznym w Naucznym na Krymie przez Nikołaja Czernycha. Nazwa planetoidy pochodzi od Josifa Kobzona (ur. 1937), znanego rosyjskiego piosenkarza. Przed jej nadaniem planetoida nosiła oznaczenie tymczasowe (3399) 1979 SZ9.